# Scarabaeus laticollis
Scarabaeus laticollis är en skalbaggsart som beskrevs av Carl von Linné 1767. Scarabaeus laticollis ingår i släktet Scarabaeus och familjen bladhorningar. Inga underarter finns listade i Catalogue of Life.

## Bildgalleri

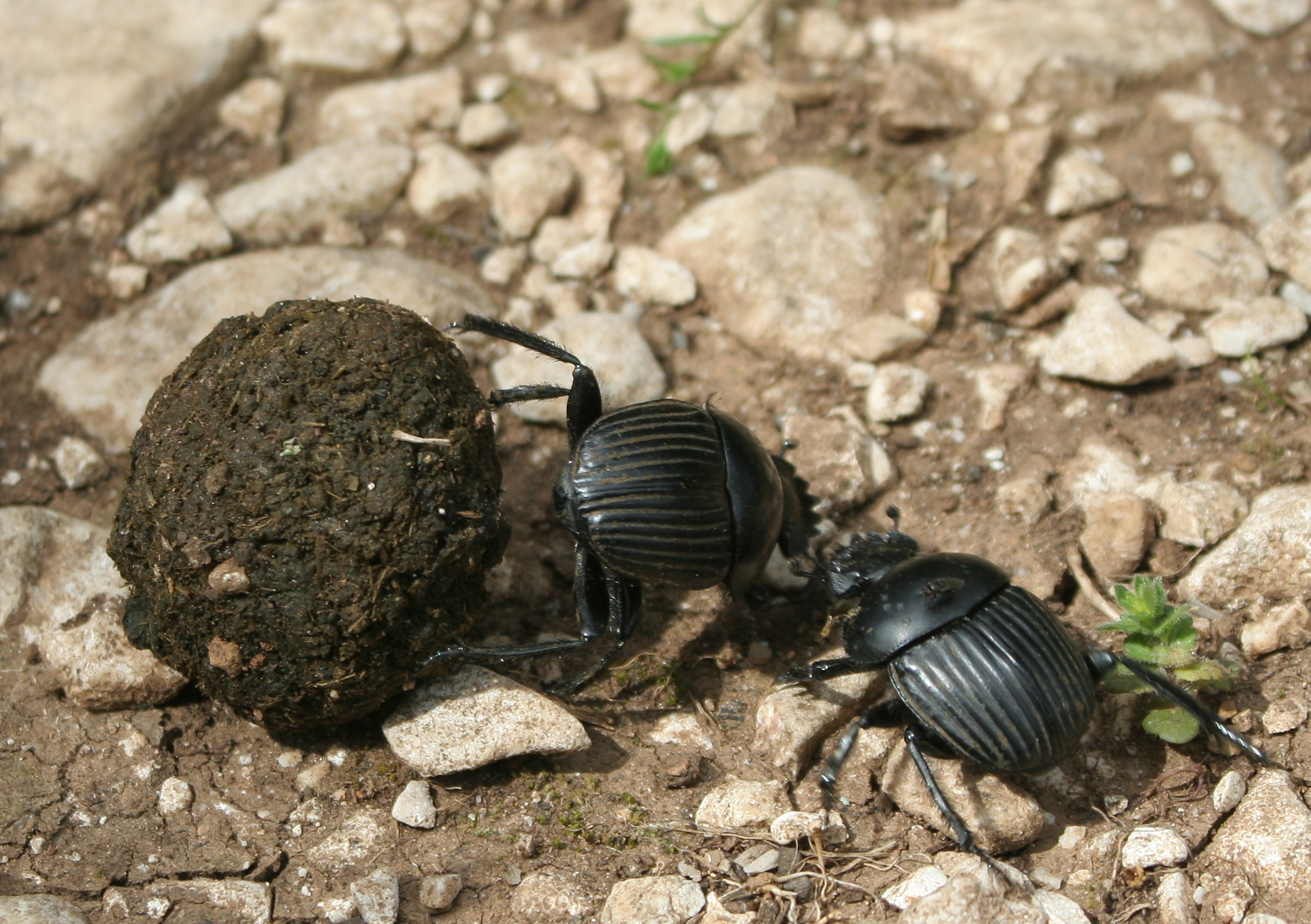
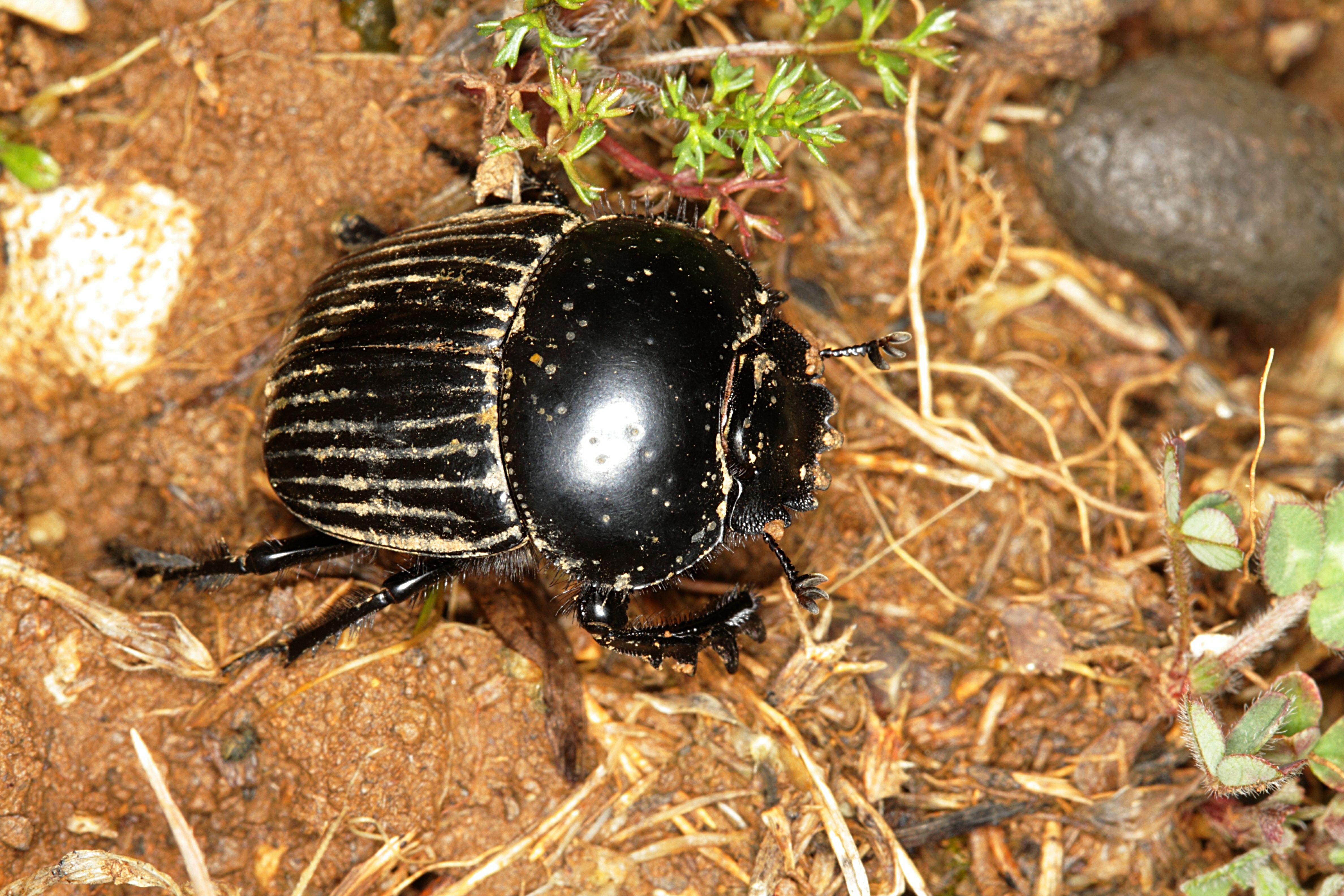
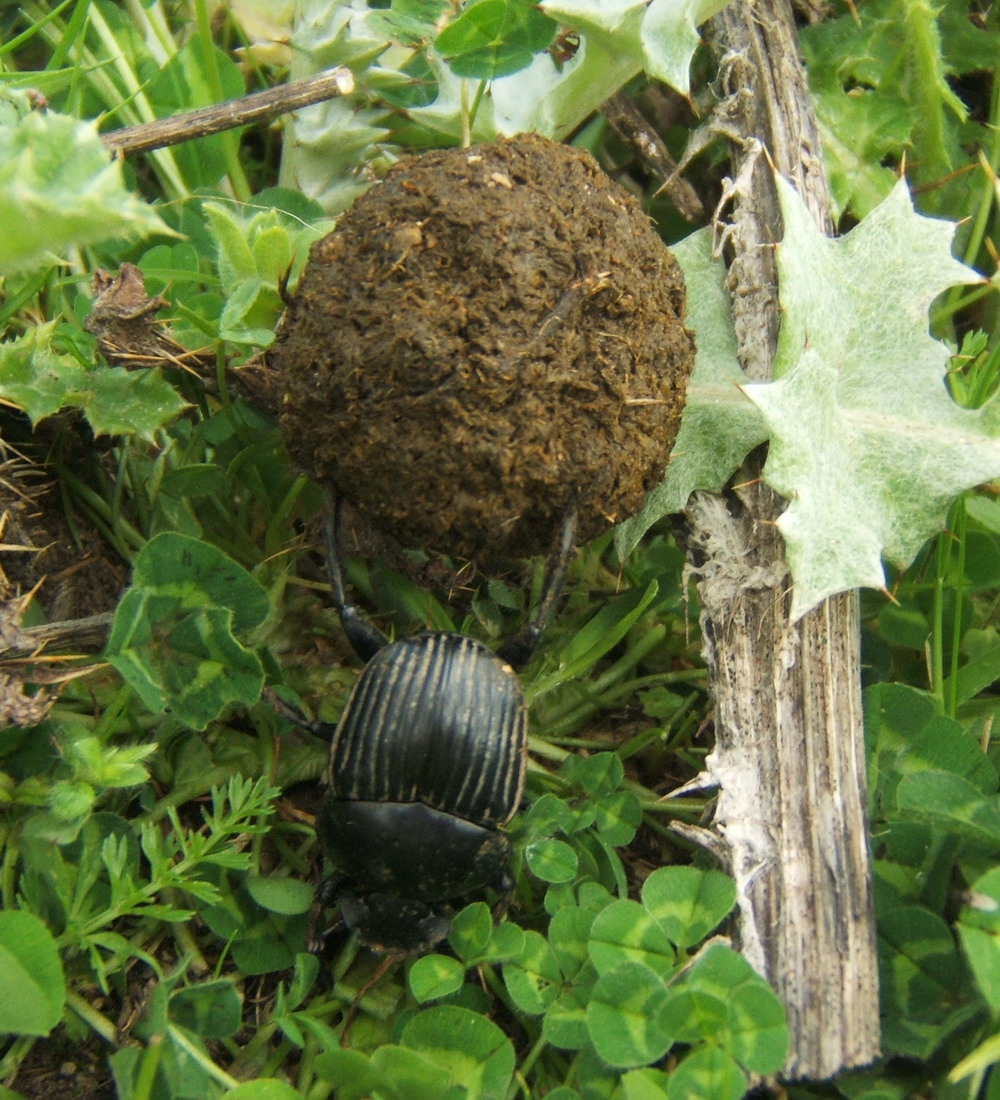
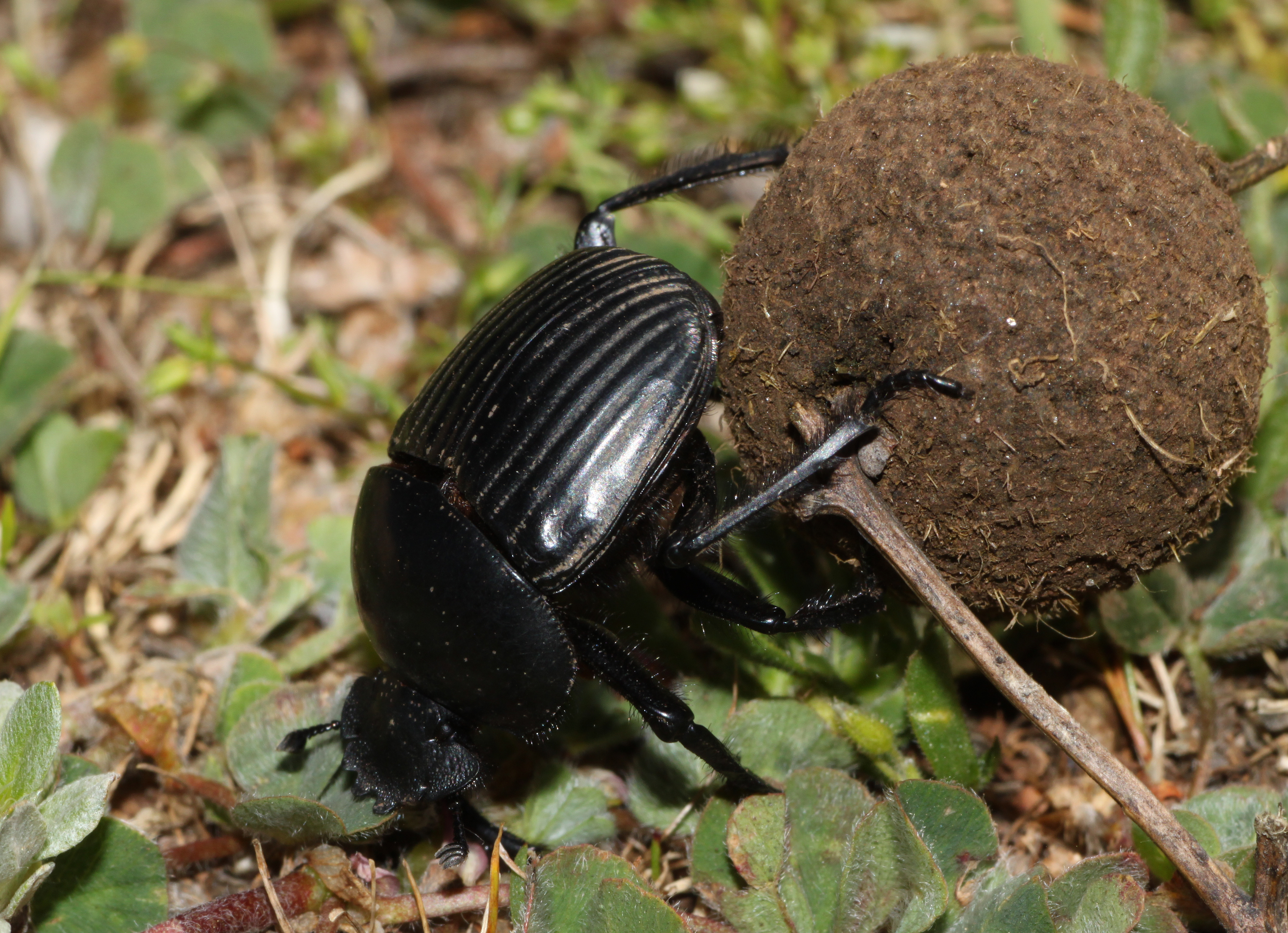
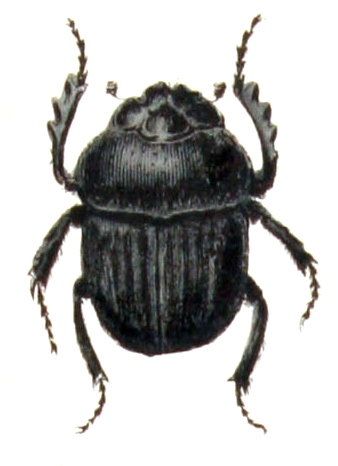
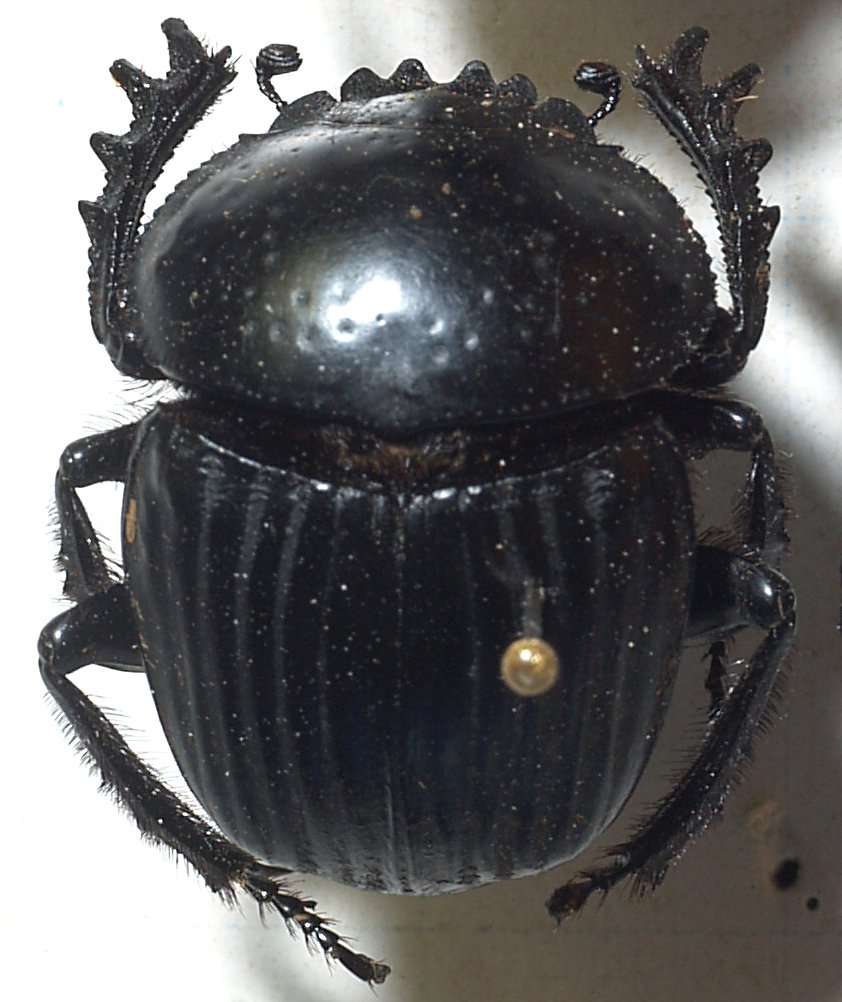